# پیریپروکسیفن
پیریپروکسیفن (به انگلیسی: Pyriproxyfen) با فرمول شیمیایی C۲۰H۱۹NO۳ یک ترکیب شیمیایی با شناسه پاب‌کم ۹۱۷۵۳ است. که جرم مولی آن ۳۲۱٫۳۶۹ g/mol می‌باشد. 